# Kościół Zesłania Ducha Świętego w Krakowie
Kościół Zesłania Ducha Świętego – parafialny kościół rzymskokatolicki znajdujący się w Krakowie, w dzielnicy VIII Dębniki przy ul. gen. Stanisława Rostworowskiego 13, na Ruczaju.

## Budowniczowie
Projektantem kościoła i towarzyszącego kompleksu budynków mieszkalnych był prof. Witold Cęckiewicz przy współpracy:
- Andrzej Kubiński – projektant instalacji centralnego ogrzewania i wodno-kanalizacyjnych
- Stanisław Politowicz – projektant instalacji elektrycznej
- Edward Motak – konstruktor

## Historia
- 24 września 1987 roku – Urząd Miasta Krakowa wydaje wskazanie lokalizacyjne pod nowy kościół.
- 25 grudnia 1989 roku – parafia została erygowana przez kardynała Franciszka Macharskiego pod wezwaniem Zesłania Ducha Świętego.
- 8 czerwca 1992 roku – poświęcenie placu budowy przez ks. kardynała Franciszka Macharskiego i rozpoczęcie prac budowlanych.

2 lutego 1993 roku – Wydział Architektury Urzędu Miasta Krakowa wydaje decyzję o zatwierdzeniu planu realizacji oraz pozwolenie na budowę kościoła z ośrodkiem parafialnym i duszpasterskim.
- 8 czerwca 1997 roku – poświęcenie kamienia węgielnego z grobu św. Królowej Jadwigi przez papieża Jan Pawła II na Błoniach krakowskich.
- 16 czerwca 1997 roku – wmurowanie kamienia węgielnego przez kardynała Franciszka Macharskiego.
- 10 listopada 2001 roku – uroczyste wejście do nowego kościoła poświęconego przez kardynała Franciszka Macharskiego.

W kolejnych latach została wybudowana wieża z 4 dzwonami:
1. Jezus Chrystus – Odkupiciel Człowieka (na pamiątkę pontyfikatu papieża Jana Pawła II)
2. Najświętsza Maryja Panna – Królowa Polski (na pamiątkę nawiedzenia parafii przez kopię cudownej ikony w 1999 roku)
3. Św. Józef (ku czci wszystkich ofiarodawców i budowniczych kościoła)
4. Św. Kazimierz (jako dar wdzięczności ks, proboszcza, Kazimierza Wyrwy, za łaskę tworzenia zrębów parafii i dzieło prowadzenia budowy kościoła)[1]

- 22 lipca 2004 roku – ustawienie na szczycie wieży kościelnej metalowej konstrukcji, pobłogosławionej wcześniej, krzyża z kulą zawierającą dokumenty dla potomnych.
- 13 listopada 2004 roku – poświęcenie przez kardynała Franciszka Macharskiego wieży kościelnej i dzwonów.
- 22 października 2011 roku – nastąpiła konsekracja kościoła, której dokonał ks. kardynał Franciszek Macharski.

## Organy
Od początku istnienia kościoła używano instrumentu elektronicznego. Plan wybudowania instrumentu piszczałkowego udało się zrealizować w 2020 roku. Organy zostały zbudowane przez Zdzisława Mollina z Odrów. Intonację przeprowadził Maciej Sztuba. 
Poświęcenia organów w dniu 18 kwietnia 2021 r. dokonał abp Marek Jędraszewski, metropolita krakowski.
Instrument składa się z dwóch symetrycznych szaf organowych rozlokowanych po bokach chóru muzycznego. W lewej szafie znajdują się sekcje obu manuałów, natomiast w prawej – sekcja pedału. 
Dyspozycja instrumentu:
| Manuał I           | Manuał II              | Pedał               |
| ------------------ | ---------------------- | ------------------- |
| 1. Bourdon 16'     | 1. Salicional 8'       | 1. Harmonikabas 16' |
| 2. Principal 8'    | 2. Lieblich Gedackt 8' | 2. Subbas 16'       |
| 3. Flûte harm. 8'  | 3. Viola da Gamba 8'   | 3. Violonbas 16'    |
| 4. Bourdon 8'      | 4. Vox coelestis 8'    | 4. Octavbas 8'      |
| 5. Octava 4'       | 5. Traversflöte 4'     | 5. Bourdon 8'       |
| 6. Spitzflöte 4'   | 6. Octavin 2'          | 6. Cello 8'         |
| 7. Quinta 2 2/3'   | 7. Cornett III-V f.    | 7. Posaune 16'      |
| 8. Superoctava 2'  | 8. Fagott 16'          |                     |
| 9. Terz 1 3/5'     | 9. Hautbois 8'         |                     |
| 10. Mixtur V-VI f. | 10. Trompette 8'       |                     |
| 11. Trompete 8'    |                        |                     |